# Protaetia fausti
Protaetia fausti är en skalbaggsart som beskrevs av Ernst Gustav Kraatz 1891. Protaetia fausti ingår i släktet Protaetia och familjen Cetoniidae. Inga underarter finns listade i Catalogue of Life.